# 13638 Fiorenza
13638 Fiorenza este un asteroid din centura principală de asteroizi.

## Descriere
13638 Fiorenza este un asteroid din centura principală de asteroizi. A fost descoperit pe 14 februarie 1996 la Cima Ekar de Maura Tombelli și Ulisse Munari. Asteroidul prezintă o orbită caracterizată de o semiaxă mare de 2,35 ua, o excentricitate de 0,09 și o înclinație de 7,5° în raport cu ecliptica.